# Драшковце
Драшковце (слч. Dražkovce) насељено је мјесто са административним статусом сеоске општине (слч. obec) у округу Мартин, у Жилинском крају, Словачка Република.

## Становништво
| Година:    | 1994. | 2004.    | 2014.    | 2024.    |
| ---------- | ----- | -------- | -------- | -------- |
| Број људи: | 498   | 571      | 936      | 1063     |
| Разлика:   |       | +14,65 % | +63,92 % | +13,56 % |

| Година:    | 2023. | 2024.   |
| ---------- | ----- | ------- |
| Број људи: | 1068  | 1063    |
| Разлика:   |       | -0,46 % |

Према подацима о броју становника из 2011. године насеље је имало 849 становника.